# Таловка (Первомайский район)
Та́ловка — село в Первомайском районе Алтайского края России. Входит в состав Журавлихинского сельсовета.

## География
Село находится в бассейне реки Повалиха, в средней полосе северного умеренного климатического пояса.
Уличная сеть
В селе 5 улиц: Зеленая, Новая, Парковая, Садовая и Школьная.
Расстояние до
- районного центра Новоалтайск: 42 км.
- краевого центра Барнаул: 51 км.

Ближайшие населенные пункты
Новоповалиха 4 км, Журавлиха 11 км, Лебяжье 8 км, Первомайское 8 км, Новоберёзовка 11 км, Северный 11 км, Степной 12 км, Новокраюшкино 12 км, Голышево 16 км, Малая Повалиха 17 км, Волга 17 км, Акулово 18 км.

## История
История села неразрывно связана с образованием Первомайского района. Основание села совпадает с датой образования района и относится к 1965 году. Возможно, история поселения более древняя, но, скорее всего, оно возникло когда в Алтайском крае началось освоение целинных земель. Ввиду существования одноимённого населённого пункта в Змеиногорском районе, история села затерялась среди более старожильческих деревень, чему способствовали многочисленные переименования и частая смена административно-территориальной принадлежности.

## Население
| 1997 | 1998 | 1999 | 2000 | 2001 | 2002 | 2003 |
| ---- | ---- | ---- | ---- | ---- | ---- | ---- |
| 174  | ↘172 | ↘169 | ↘167 | ↘156 | ↘139 | ↘134 |
| 2004 | 2005 | 2006 | 2007 | 2008 | 2009 | 2010 |
| ↘131 | ↘126 | ↘118 | ↘115 | ↘105 | ↗115 | ↗117 |
| 2011 | 2012 | 2013 |      |      |      |      |
| ↘115 | ↘102 | ↘100 |      |      |      |      |

## Инфраструктура
Ввиду региональных климатических условий и труднодоступной местности, а также из-за отсутствия налаженного автомобильного сообщения, из села уезжает молодёжь. Ввиду оттока жителей, государственные, социальные и иные услуги находятся в административном центре — селе Журавлиха, в том числе школа, детский сад и почтовое отделение. В селе есть ФАП (филиал лечебного учреждения КГБУЗ «Первомайская ЦРБ им. А. Ф. Воробьёва»).
Транспорт
Село соединяет с районным и областным центром федеральная автомагистраль Р-256 Чуйский тракт (Новосибирск—Бийск—Монголия) и сеть региональных автодорог.